# Myzakkaia niitakaensis
Myzakkaia niitakaensis är en insektsart. Myzakkaia niitakaensis ingår i släktet Myzakkaia och familjen långrörsbladlöss. Inga underarter finns listade i Catalogue of Life.